# NGC 5946
NGC 5946 (również IC 4550, GCL 36 lub ESO 224-SC7) – gromada kulista znajdująca się w gwiazdozbiorze Węgielnicy. Odkrył ją James Dunlop 8 maja 1826 roku. Jest położona w odległości ok. 34,6 tys. lat świetlnych od Słońca oraz 18,9 tys. lat świetlnych od centrum Galaktyki.